# جائزة موناكو الكبرى 1964
جائزة موناكو الكبرى 1964 هو سباق فورمولا 1 أقيم بتاريخ 10 مايو 1964 في حلبة موناكو، مونت كارلو. كان الأول من أصل 10 في بطولة العالم لسباقات الفورمولا واحد موسم 1964. حلّ البريطاني غراهام هيل أولا بينما جاء الأمريكي ريتشي جينثر في المركز الثاني.